# Diócesis de Xuân Lôc
La diócesis de Xuân Lôc (en latín: Dioecesis Xuanlocen(sis) y en vietnamita: Giáo phận Xuân Lộc) es una circunscripción eclesiástica latina de la Iglesia católica en Vietnam, sufragánea de la arquidiócesis de Ho Chi Minh. La diócesis tiene al obispo John Đỗ Văn Ngân como su ordinario desde el 16 de enero de 2021.

## Territorio y organización

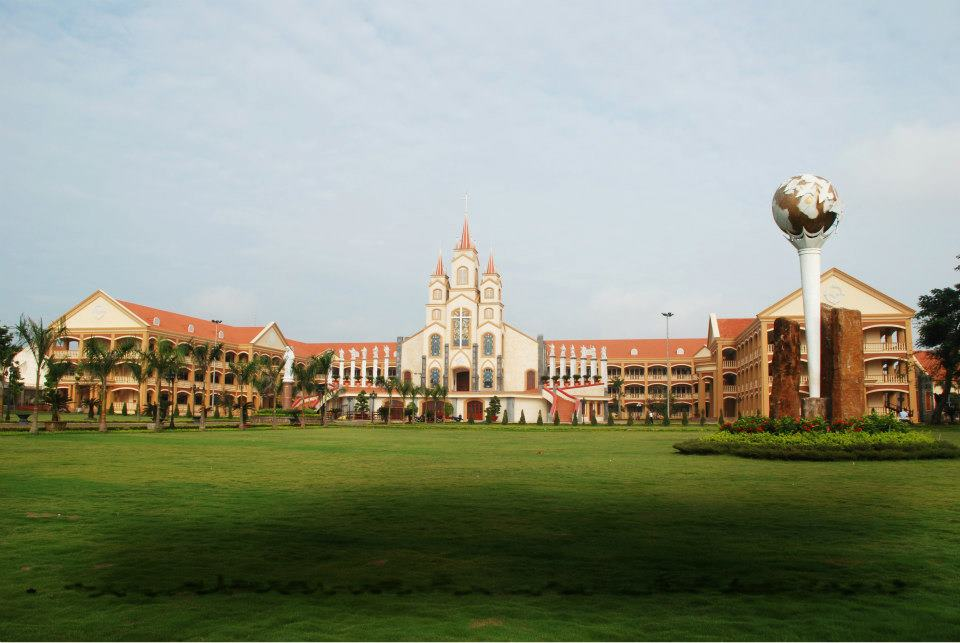
Seminario mayor de San José, Xuân Lôc

La diócesis tiene 5967 km² y extiende su jurisdicción sobre los fieles católicos de rito latino residentes en la provincia di Dong Nai y en la ciudad de Dĩ An de la provincia de Bình Dương.
La sede de la diócesis se encuentra en la ciudad de Xuân Lôc, en donde se halla la Catedral de Cristo Rey.
En 2020 en la diócesis existían 277 parroquias.

## Historia
La diócesis fue erigida el 14 de octubre de 1965 con la bula Dioecesium partitiones del papa Pablo VI, obteniendo el territorio de la arquidiócesis de Saigón (hoy arquidiócesis de Ho Chi Minh).
El 22 de noviembre de 2005 cedió una parte de su territorio para la erección de la diócesis de Bà Rịa mediante la bula Ad aptius consulendum del papa Benedicto XVI, obteniendo el territorio de la diócesis de Xuân Lôc.

## Estadísticas
De acuerdo al Anuario Pontificio 2021 la diócesis tenía a fines de 2020 un total de 1 030 885 fieles bautizados.
| Año                                                                             | Población            | Población | Población      | Sacerdotes | Sacerdotes    | Sacerdotes    | Bautizados por sacerdote | Diáconos permanentes | Religiosos | Religiosos | Parroquias |
| Año                                                                             | Bautizados católicos | Total     | % de católicos | Total      | Clero secular | Clero regular | Bautizados por sacerdote | Diáconos permanentes | Varones    | Mujeres    | Parroquias |
| ------------------------------------------------------------------------------- | -------------------- | --------- | -------------- | ---------- | ------------- | ------------- | ------------------------ | -------------------- | ---------- | ---------- | ---------- |
| 1970                                                                            | 272 646              | 796 701   | 34.2           | 158        | 134           | 24            | 1725                     |                      | 109        | 711        | 12         |
| 1979                                                                            | 500 000              | 1 340 000 | 37.3           | 323        | 265           | 58            | 1547                     | 4                    | 329        | 1330       | 196        |
| 1993                                                                            | 762 065              | 2 650 000 | 28.8           | 276        | 221           | 55            | 2761                     |                      | 248        | 1233       | 210        |
| 2000                                                                            | 882 750              | 2 874 686 | 30.7           | 277        | 222           | 55            | 3186                     |                      | 263        | 1585       | 218        |
| 2001                                                                            | 908 636              | 2 902 404 | 31.3           | 301        | 237           | 64            | 3018                     |                      | 448        | 1459       | 218        |
| 2002                                                                            | 938 060              | 2 962 016 | 31.7           | 306        | 241           | 65            | 3065                     |                      | 475        | 1488       | 218        |
| 2003                                                                            | 954 368              | 3 034 920 | 31.4           | 329        | 261           | 68            | 2900                     |                      | 523        | 1580       | 219        |
| 2004                                                                            | 975 033              | 3 034 020 | 32.1           | 322        | 256           | 66            | 3028                     |                      | 487        | 1512       | 219        |
| 2005                                                                            | 762 226              | 2 186 996 | 34.9           | 268        | 223           | 45            | 2844                     |                      | 101        | 779        | 184        |
| 2010                                                                            | 861 035              | 2 432 000 | 35.4           | 373        | 271           | 102           | 2308                     |                      | 355        | 1726       | 225        |
| 2014                                                                            | 921 489              | 3 020 800 | 30.5           | 498        | 359           | 139           | 1850                     |                      | 447        | 1809       | 246        |
| 2017                                                                            | 976 317              | 3 269 900 | 29.9           | 571        | 414           | 157           | 1709                     |                      | 585        | 1795       | 260        |
| 2020                                                                            | 1 030 885            | 3 823 383 | 27.0           | 619        | 432           | 187           | 1665                     |                      | 653        | 2187       | 277        |
| Fuente: Catholic-Hierarchy, que a su vez toma los datos del Anuario Pontificio. |                      |           |                |            |               |               |                          |                      |            |            |            |

## Episcopologio
- Joseph Lê Van Ân † (14 de octubre de 1965-17 de junio de 1974 falleció)
- Dominique Nguyên van Lang † (1 de julio de 1974-22 de febrero de 1988 falleció)
- Paul Marie Nguyên Minh Nhât † (22 de febrero de 1988 por sucesión-30 de septiembre de 2004 retirado)
- Dominique Nguyên Chu Trinh (30 de septiembre de 2004-7 de mayo de 2016 retirado)
- Joseph Đình Đúc Đao (7 de mayo de 2016 por sucesión-16 de enero de 2021 retirado)
- John Đỗ Văn Ngân, desde el 16 de enero de 2021